# Sphingonotus
Sphingonotus är ett släkte av insekter som beskrevs av Franz Xaver Fieber 1852. Sphingonotus ingår i familjen gräshoppor.

## Bildgalleri

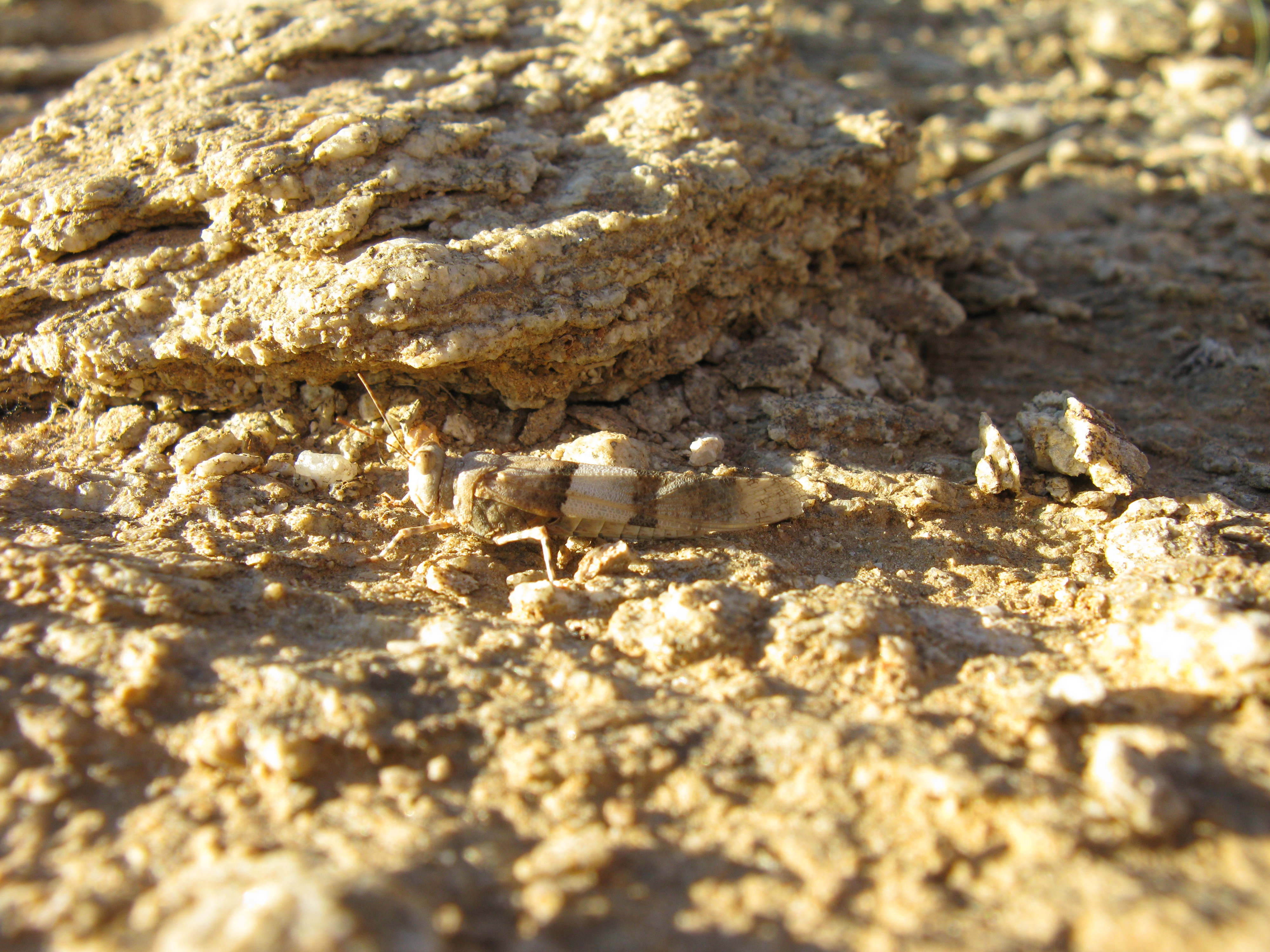
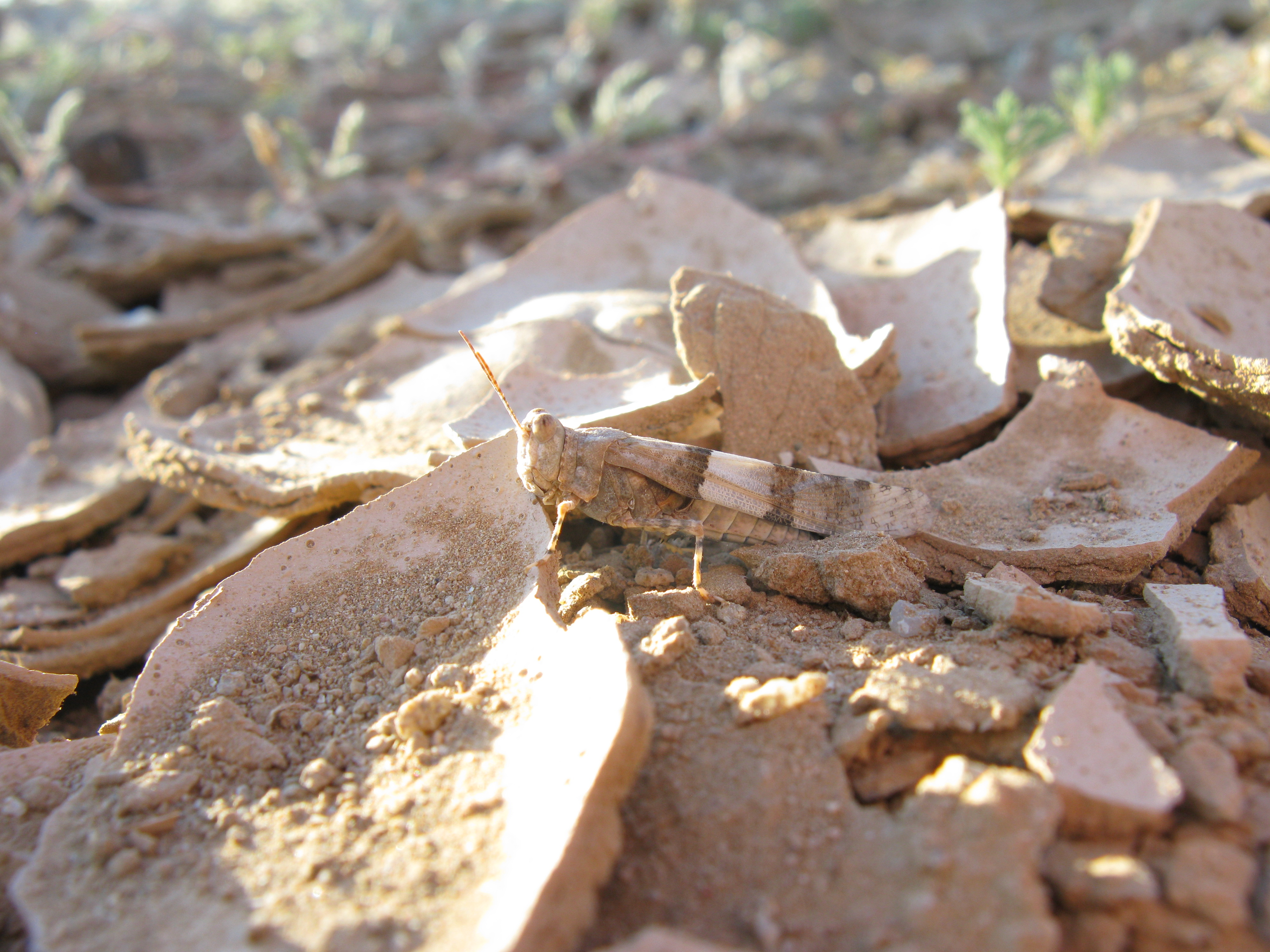
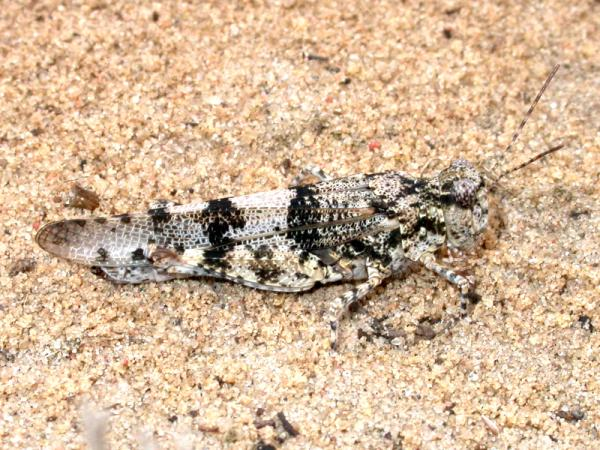
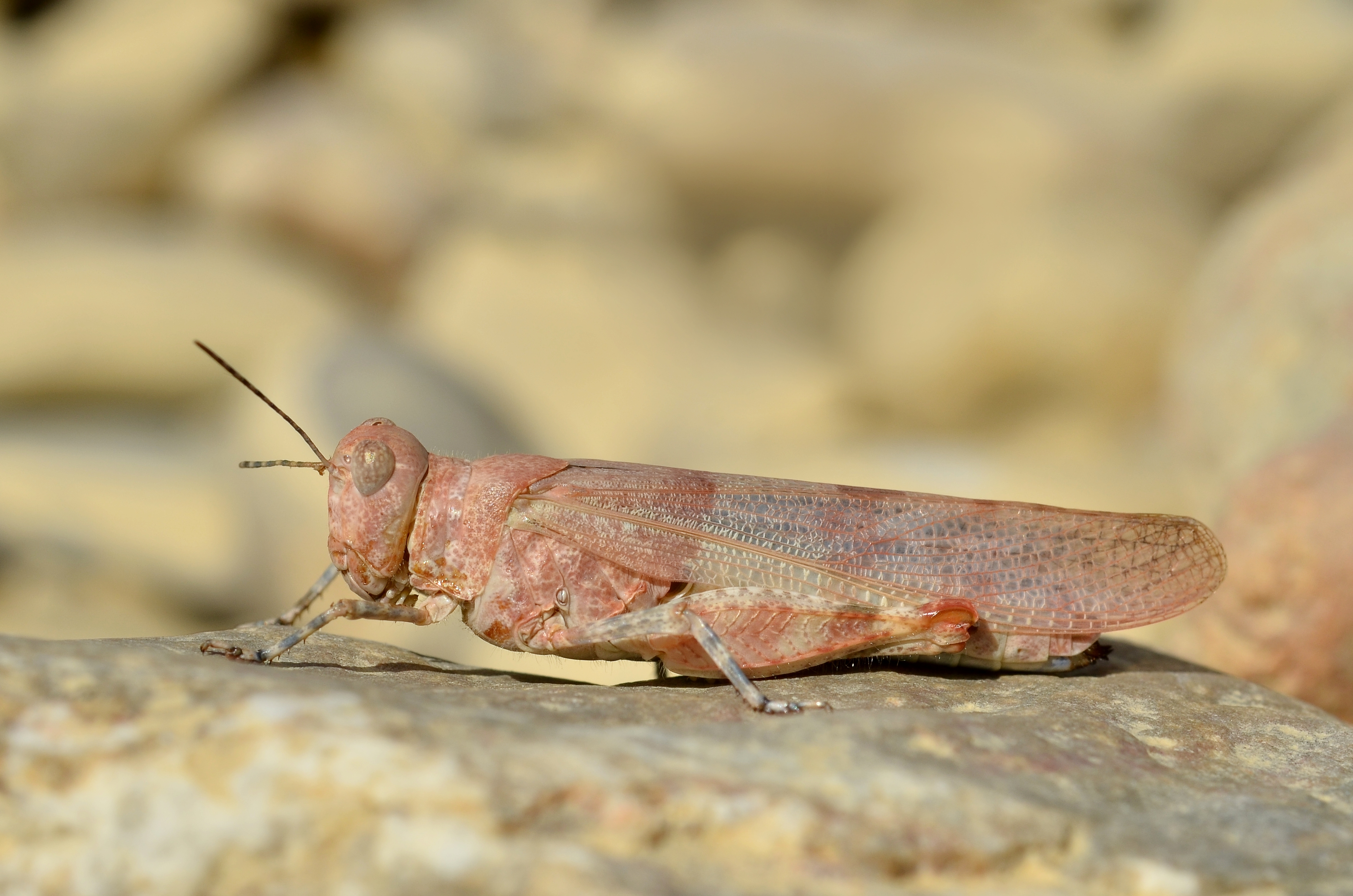
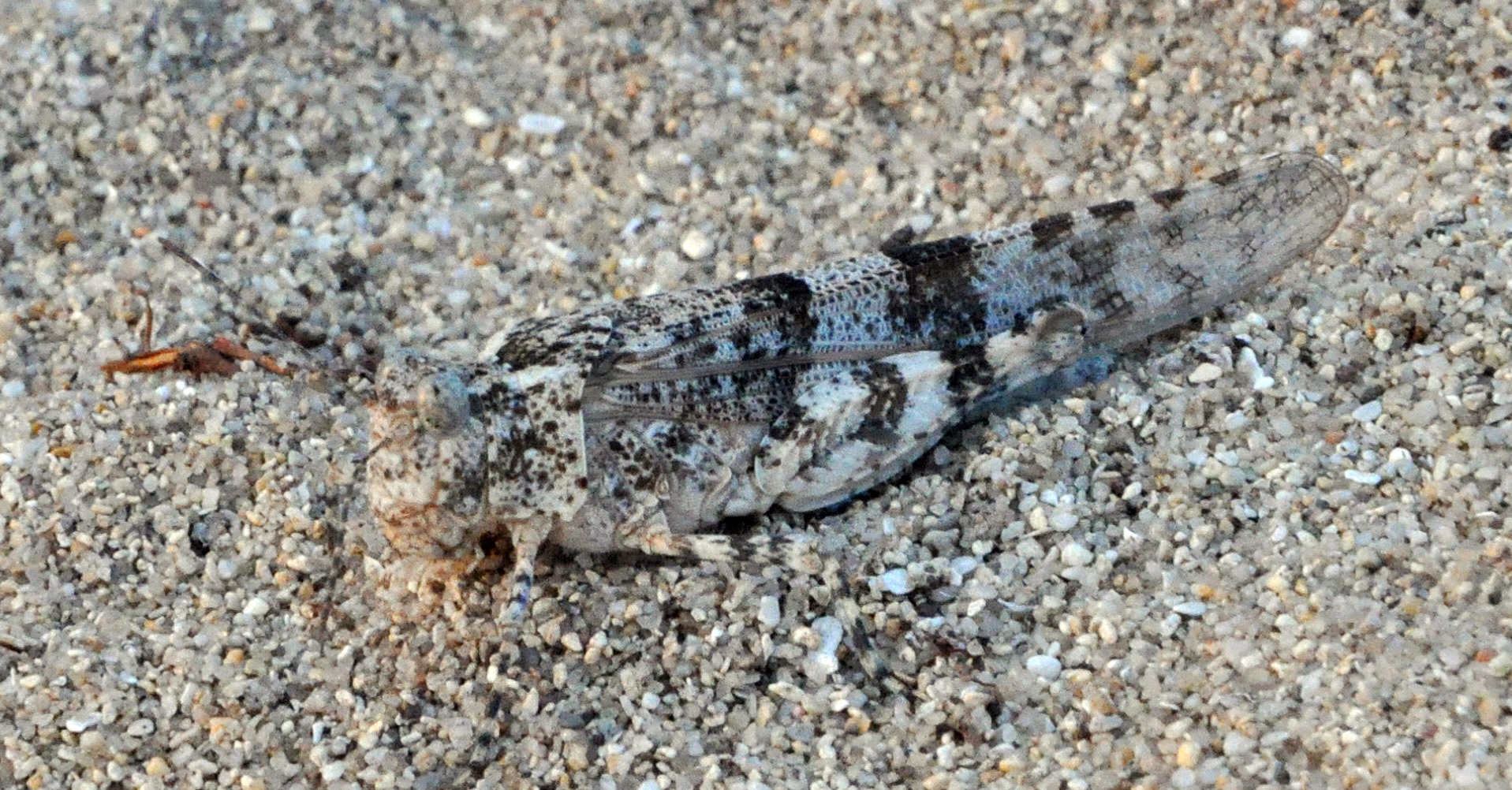
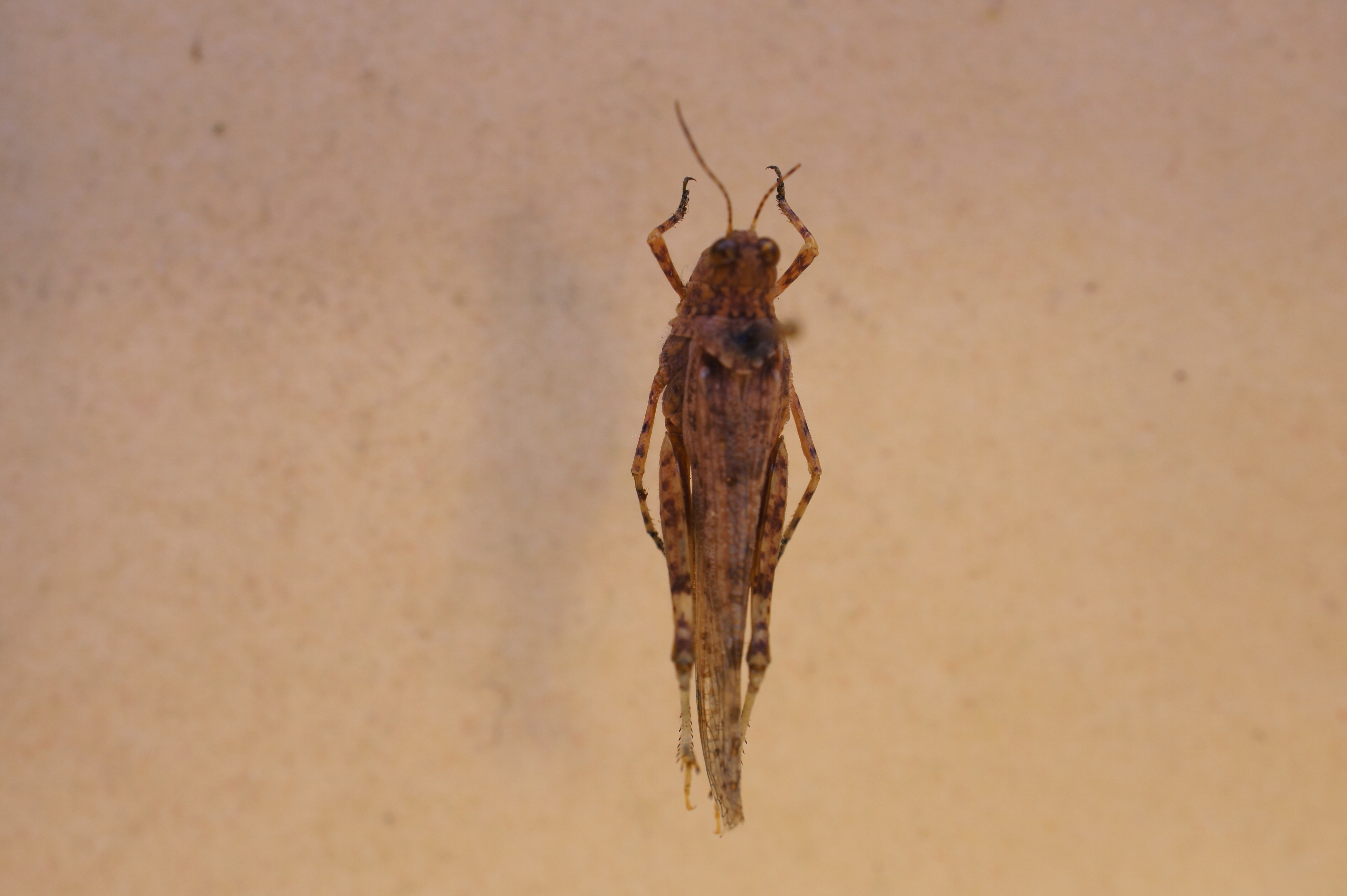

## Dottertaxa tillSphingonotus, i alfabetisk ordning[1][2]
- Sphingonotus africana
- Sphingonotus airensis
- Sphingonotus albipennis
- Sphingonotus altayensis
- Sphingonotus amplofemurus
- Sphingonotus angulatus
- Sphingonotus arenarius
- Sphingonotus aserbeidshanicus
- Sphingonotus aspera
- Sphingonotus atlantica
- Sphingonotus atropurpureus
- Sphingonotus azurescens
- Sphingonotus balteatus
- Sphingonotus barrizensis
- Sphingonotus basutensis
- Sphingonotus beybienkoi
- Sphingonotus brackensis
- Sphingonotus brasilianus
- Sphingonotus burqinensis
- Sphingonotus caerulans
- Sphingonotus caerulistriatus
- Sphingonotus callosus
- Sphingonotus canariensis
- Sphingonotus candidus
- Sphingonotus capensis
- Sphingonotus carinatus
- Sphingonotus coerulipes
- Sphingonotus collenettei
- Sphingonotus corsicus
- Sphingonotus crevellarii
- Sphingonotus dentatus
- Sphingonotus diadematus
- Sphingonotus ebneri
- Sphingonotus elegans
- Sphingonotus erlixensis
- Sphingonotus erythropterus
- Sphingonotus eurasius
- Sphingonotus femoralis
- Sphingonotus finotianus
- Sphingonotus fuerteventurae
- Sphingonotus fuscoirroratus
- Sphingonotus fuscus
- Sphingonotus ganglbaueri
- Sphingonotus gigas
- Sphingonotus glabimarginis
- Sphingonotus gobicus
- Sphingonotus guanchus
- Sphingonotus gypsicola
- Sphingonotus haitensis
- Sphingonotus haitiensis
- Sphingonotus halocnemi
- Sphingonotus halophilus
- Sphingonotus hierichonicus
- Sphingonotus hoboksarensis
- Sphingonotus huangi
- Sphingonotus hyalopterus
- Sphingonotus insularis
- Sphingonotus intutus
- Sphingonotus isfaghanicus
- Sphingonotus kashmirensis
- Sphingonotus kirgisicus
- Sphingonotus kueideensis
- Sphingonotus lavandulus
- Sphingonotus laxus
- Sphingonotus lipicus
- Sphingonotus lluciapomaresi
- Sphingonotus lobutatus
- Sphingonotus longipennis
- Sphingonotus lucasii
- Sphingonotus lucidus
- Sphingonotus luteus
- Sphingonotus maculatus
- Sphingonotus maroccanus
- Sphingonotus menglaensis
- Sphingonotus micronacrolius
- Sphingonotus minutus
- Sphingonotus miramae
- Sphingonotus mongolicus
- Sphingonotus montanus
- Sphingonotus morini
- Sphingonotus nadigi
- Sphingonotus nebulosus
- Sphingonotus nigripennis
- Sphingonotus nigrofemoratus
- Sphingonotus nigroptera
- Sphingonotus niloticus
- Sphingonotus ningsianus
- Sphingonotus obscuratus
- Sphingonotus octofasciatus
- Sphingonotus orissaensis
- Sphingonotus otogensis
- Sphingonotus pachecoi
- Sphingonotus pamiricus
- Sphingonotus paradoxus
- Sphingonotus peliepiproct
- Sphingonotus personatus
- Sphingonotus petilocus
- Sphingonotus picteti
- Sphingonotus pictipes
- Sphingonotus pictus
- Sphingonotus pilosus
- Sphingonotus punensis
- Sphingonotus qinghaiensis
- Sphingonotus radioserratus
- Sphingonotus rubescens
- Sphingonotus rufipes
- Sphingonotus rugosus
- Sphingonotus salinus
- Sphingonotus satrapes
- Sphingonotus savignyi
- Sphingonotus scabriculus
- Sphingonotus somalica
- Sphingonotus striatus
- Sphingonotus sublaevis
- Sphingonotus takramaensis
- Sphingonotus taolensis
- Sphingonotus tenuipennis
- Sphingonotus theodori
- Sphingonotus tipicus
- Sphingonotus toliensis
- Sphingonotus tricinctus
- Sphingonotus tristrial
- Sphingonotus tsinlingensis
- Sphingonotus turcicus
- Sphingonotus turcmenus
- Sphingonotus turkanae
- Sphingonotus tuxeni
- Sphingonotus tzaidamicus
- Sphingonotus uvarovi
- Sphingonotus willemsei
- Sphingonotus vitreus
- Sphingonotus vosseleri
- Sphingonotus wulumuqiensis
- Sphingonotus yamalikeshanensis
- Sphingonotus yechengensis
- Sphingonotus yenchihensis
- Sphingonotus yunnaneus
- Sphingonotus zandaensis
- Sphingonotus zebra
- Sphingonotus zhangi
- Sphingonotus zhengi